# Contextualismo
Contextualismo é uma tendência arquitetônica dos anos 80 que visava integrar o projeto à cidade existente (principalmente a cidade antiga). O contextualismo surgiu a partir da necessidade de inserir novas construções na cidade histórica e, portanto, criar edifícios que não agredissem os padrões antigos. Alguns recursos são utilizados para adequar a arquitetura ao seu contexto, como o prolongamento de linhas identificadas nos prédios anexos, repetição da mudulação de janelas e outras características dos prédios antigos, manutenção da altura (gabarito), entre outros.
O contextualismo é associado ao pós-modernismo. Sua postura de adaptação ao meio é também uma crítica ao modernismo, cujos projetos eram pensados como elementos independentes e isolados. A tendência tem no arquiteto Aldo Rossi um dos seus principais teóricos.